# Фальшфеєр

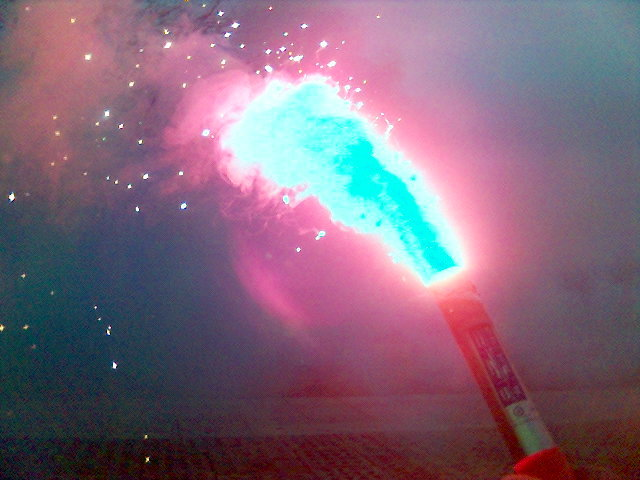
Червоний фальшфейєр — сигнал лиха на морі

Фальшфе́єр (від нім. falsch — «фальшивий» і Feuer — «вогонь») — піротехнічний сигнальний пристрій у вигляді картонної гільзи, наповненої горючою речовиною. Інші назви: факел-свічка, аварійна свічка, спалах або свічка лиха, сигнальна шашка, фаєр.
Піротехнічний склад при підпалюванні дає яскраве полум'я і гучний шиплячий звук. Склад вигорає повільно, фальшфеєр здатний горіти порівняно довго (близько 5 хвилин). Фальшфеєр оснащується руків'ям, яке допомагає утримувати його в руках або закріплювати в потрібному місці.
Фальшфеєр використовується для освітлення місцевості й окремих предметів або для подачі сигналів. Зокрема, на суднах крім завдань освітлення і сигналізації фальшфеєр служить для повідомлення про аварію і для вказівки місцеперебування. Фальшфеєр червоного кольору — сигнал лиха в морі.
Найбільш схожий на фальшфеєр піротехнічний пристрій — контурна свічка, яка відрізняється від нього набагато меншим розміром і відсутністю ручки.
Сигнальний фальшфеєр має водостійкий корпус і власний запальний пристрій.
Інше поширене застосування фальшфеєра (на сленгу фаєр або флаєр від англ. Flare) спостерігається в середовищі футбольних фанатів. Вони використовуються на яскравих виставах на стадіонах і поза ними. У більшості країн фальшфеєр заборонений до подібного застосування.